# Xanthosoma flavomaculatum
Xanthosoma flavomaculatum är en kallaväxtart som beskrevs av Adolf Engler. Xanthosoma flavomaculatum ingår i släktet Xanthosoma och familjen kallaväxter.
Artens utbredningsområde är Colombia. Inga underarter finns listade.